# Miogeoclina
Una miogeoclina es un área de sedimentación que ocurre a lo largo del margen pasivo de un continente. Los depósitos se producen como sedimentos clásticos de aguas someras que se van haciendo más espesos hacia el mar para formar una cuña clástica paralela a una costa tectónicamente inactiva. Algunos ejemplos modernos de miogeoclina incluyen la plataforma continental del norte del Golfo de México (Miogeoclinal del golfo de México)  y la costa atlántica de América del Norte y del Sur.
El término fue acuñado en 1966 por Dietz y Holden a partir del concepto de "miogeosyncline" , que provenía de la teoría geosinclinal, actualmente obsoleta. Dietz y Holden modificaron el término a "miogeoclina" ya que los depósitos sedimentarios descritos no se correspondían a la forma sinclinal.
Algunos ejemplos de miogeoclinas antiguas son la miogeoclina neoproterozoica a cordillerano-cambriana del sudoeste de los Estados Unidos, la miogeoclina del Paleozoico Apalachiano, el supergrupo del cinturón precámbrico de Montana e Idaho y los sedimentos huronianos de Canadá, los cuales estuvieron implicados en la orogenia de Grenville.
Las miogeoclinas devonianas misisípicas cordilleranas del norte de Yukón y de los Territorios del Noroeste de Canadá representan una área de búsqueda actual en geología ártica. Los antiguos sedimentos miogeoclinales se unen o acrecen en el continente adyacente después de colisiones u orogenias continentales tardías. Así, los sedimentos de la miogeoclina de los Apalaches pasaron a formar parte de los Apalaches propiamente dichos durante la orogenia apalache.